# U5 (Berlins tunnelbana)
| Urban tunnel track end start |

| Urban tunnel station on track |

| Urban tunnel stop on track |

| Urban tunnel stop on track |

| Urban tunnel station on track |

| Urban tunnel stop on track |

| Urban tunnel stop on track |

| Unknown BSicon "utABZgr" |

| Urban tunnel station on track |

| Urban tunnel stop on track |

| Urban tunnel stop on track |

| Urban tunnel stop on track |

| Urban tunnel stop on track |

| Urban tunnel stop on track |

| Urban tunnel station on track |

| Urban tunnel stop on track |

| Urban tunnel stop on track |

| Urban tunnel station on track |

| Unknown BSicon "utABZgr" |

| Urban tunnel station on track |

| Unknown BSicon "utSTRe" |

| Urban station on track |

| Urban stop on track |

| Urban stop on track |

| Unknown BSicon "uTUNNEL1" |

| Urban station on track |

| Urban stop on track |

| Urban stop on track |

| Urban station on track |

| Urban stop on track |

| Unknown BSicon "uABZgr" |

| Urban end station |

| Urban tunnel track end start |

| Urban tunnel station on track |

| Urban tunnel stop on track |

| Urban tunnel stop on track |

| Urban tunnel station on track |

| Urban tunnel stop on track |

| Urban tunnel stop on track |

| Unknown BSicon "utABZgr" |

| Urban tunnel station on track |

| Urban tunnel stop on track |

| Urban tunnel stop on track |

| Urban tunnel stop on track |

| Urban tunnel stop on track |

| Urban tunnel stop on track |

| Urban tunnel station on track |

| Urban tunnel stop on track |

| Urban tunnel stop on track |

| Urban tunnel station on track |

| Unknown BSicon "utABZgr" |

| Urban tunnel station on track |

| Unknown BSicon "utSTRe" |

| Urban station on track |

| Urban stop on track |

| Urban stop on track |

| Unknown BSicon "uTUNNEL1" |

| Urban station on track |

| Urban stop on track |

| Urban stop on track |

| Urban station on track |

| Urban stop on track |

| Unknown BSicon "uABZgr" |

| Urban end station |

Linje U5 i Berlins tunnelbana har 26 stationer och är 22,4 kilometer lång. Den går från Berlin Hauptbahnhof över Berlins östra centrum Alexanderplatz till Friedrichsfelde och svänger sedan vid Tierpark till Hellersdorf till slutstationen Hönow. Den öppnades 1930 och byggdes ut under 1970- och 1980-talen i DDR samt år 2020. 

## Historia
Det fanns tidigt planer för en tunnelbana längs med Frankfurter Allee, idag Karl-Marx-Allee. Hochbahngesellschaft ville bygga en sträcka och fick 1914 tillstånd till byggandet. Planerna avbröts av första världskriget. 1927 förnyades tillståndet att bygga tunnelbanesträckan för Hochbahngesellschaft. Sträckningen gick från Alexanderplatz till Friedrichsfelde. I Friedrichfelde byggdes i anslutning till stationen en depå. Sträckan öppnades för trafik 1930 och hade då 10 stationer och var 7 km lång:
- Alexanderplatz
- Schillingstrasse
- Strausberger Platz
- Memeler Strasse (idag Weberwiese)
- Petersburger Strasse (idag: Frankfurter Tor)
- Samariterstrasse
- Frankfurter Allee
- Magdalenenstrasse
- Lichtenberg
- Friedrichsfelde (slutstation 1930–1973)

Det fanns tidigt planer på en förlängning ut till Karlshorst. Efter andra världskriget prioriterade Berlins stad istället återuppbyggnaden av bostäder och planerna skrinlades. 9 000 bostäder vid områdena runt om Tierpark för 25 000 invånare gjorde att man beslöt att förlänga linjen med en station. Byggandet av det första tunnelbaneprojektet i DDR startades 1969. 1973 öppnades den nya sträckningen med stationen Tierpark som ny ändstation. Den utdragna byggtiden berodde på Östtysklands bristekonomi.
Uppförandet av nya stora områden i Östberlins östra utkanter förde med sig planer på ytterligare förlängningar. Projektering startades 1983-1984 och sträckningen skulle förlängas med 10,10 km och ha ytterligare nio stationer. Byggarbetena startades 1985. 1989 blev Hönow den nuvarande ändstationen.
Den 4 december 2020 invigdes förlängningen på linje U5 som tidigare slutade vid Alexanderplatz. Förlängningen av linjen går därmed förbi följande stationer Alexanderplatz - Rotes Rathaus - Museumsinsel - Unter den Linden (ersatte station Französische Strasse på linje U6) - Brandenburger Tor - Bundestag - Hauptbahnhof. En första del av den nya linjen gick mellan Berlin Hauptbahnhof och Brandenburger Tor mellan 2009 och 2020 och hade linjenummer U55 tills sträckan knöts samman med U5 vid Alexanderplatz. 9 juli 2021 invigdes station Museumsinsel.

### Arkitektur
Under 2000-talet har stationerna från 1930-talet längs med Karl-Marx-Allee sanerats. Detta innebär att alla utom Samariterstrasse numera inte har sina ursprungliga väggar men väl det färgschema för respektive station som skapades av Alfred Grenander. Stationerna från 1930-talet är sparsmakade i sin utformning, vilket delvis hade att göra med stadens ansträngda ekonomi och dåtidens arkitekturideal.
Stationerna som byggdes under 1980-talet är sparsmakat utformade stationer ovan jord.

## Stationer

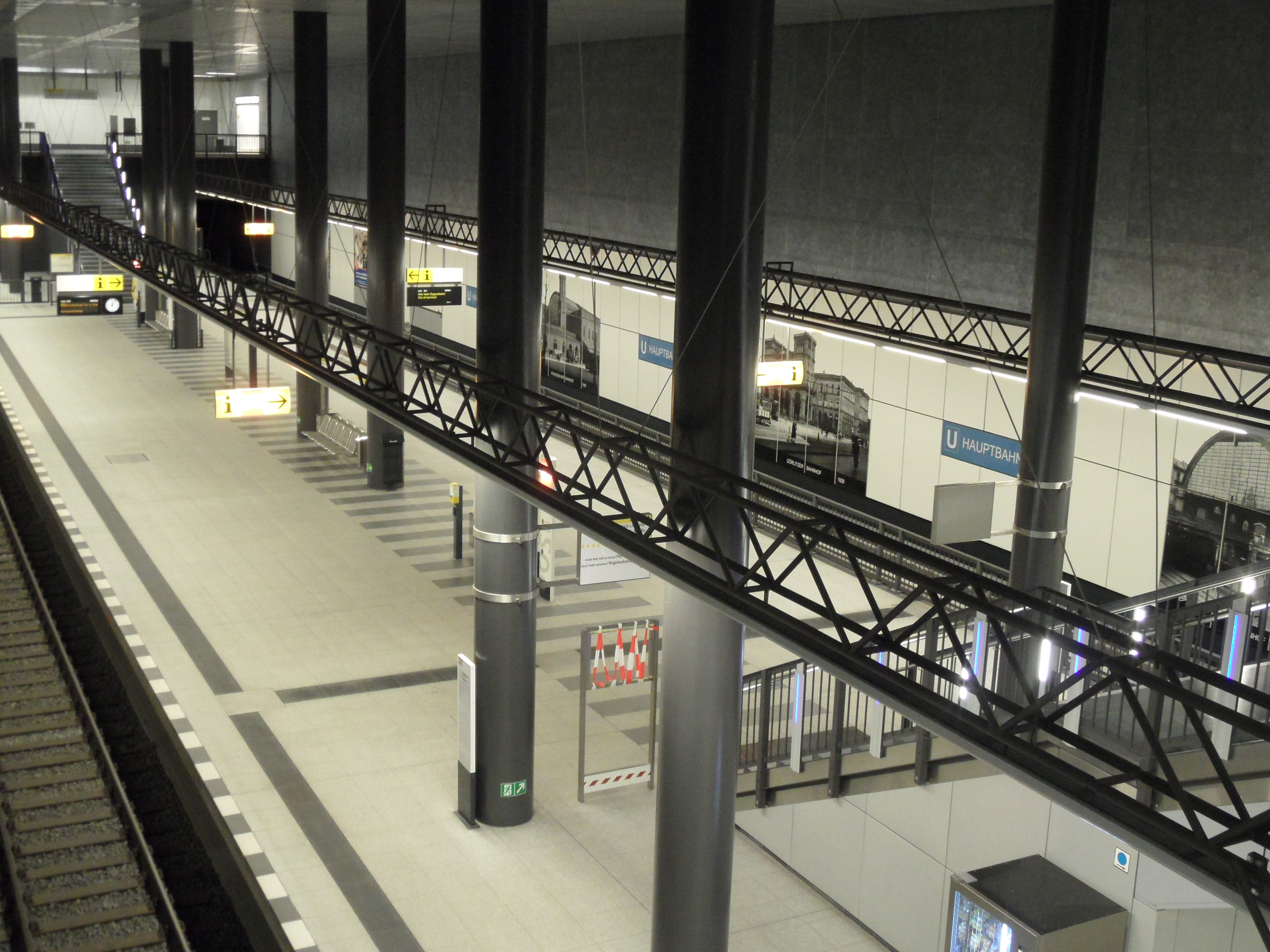
Hauptbahnhof
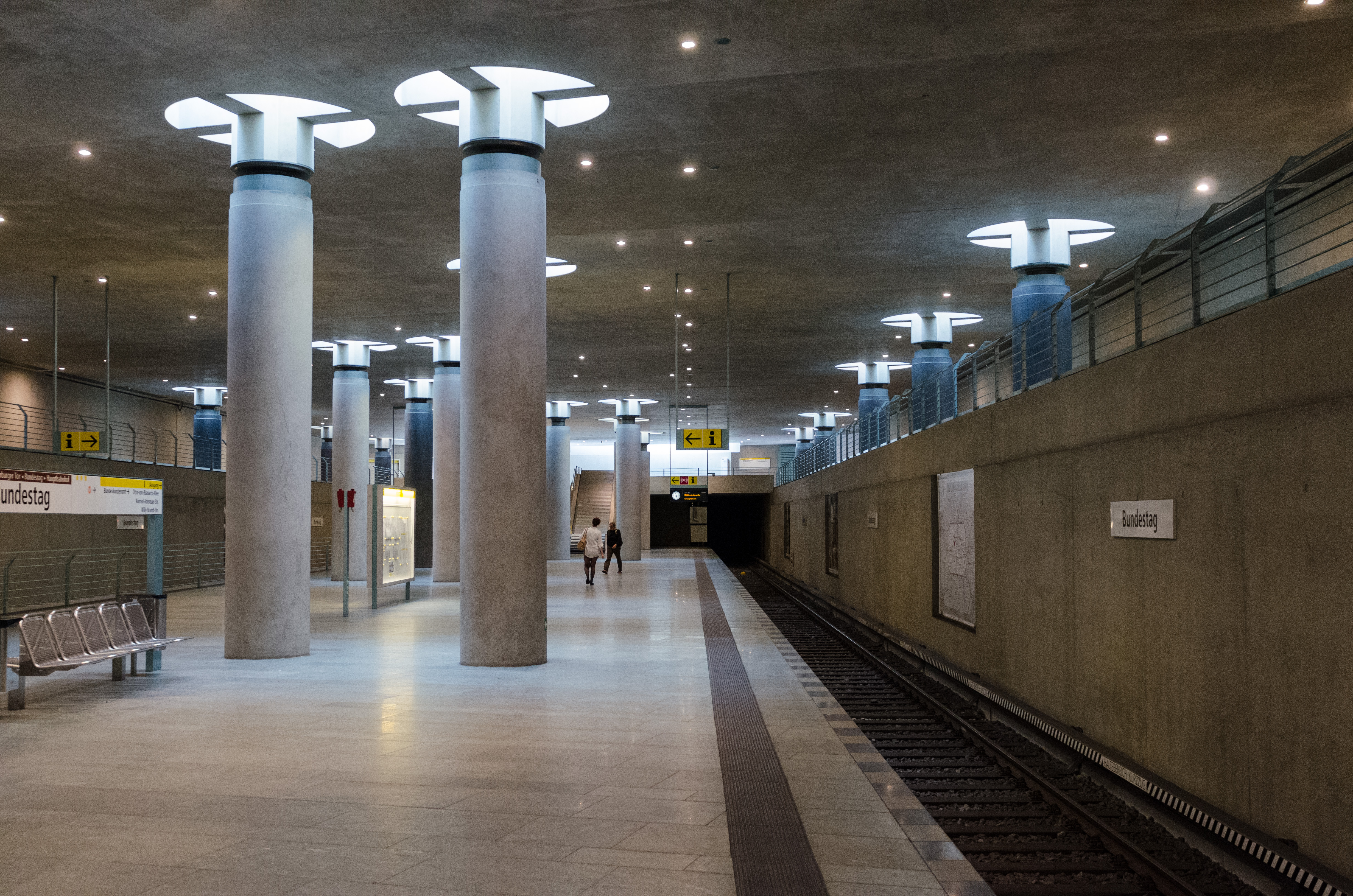
Bundestag
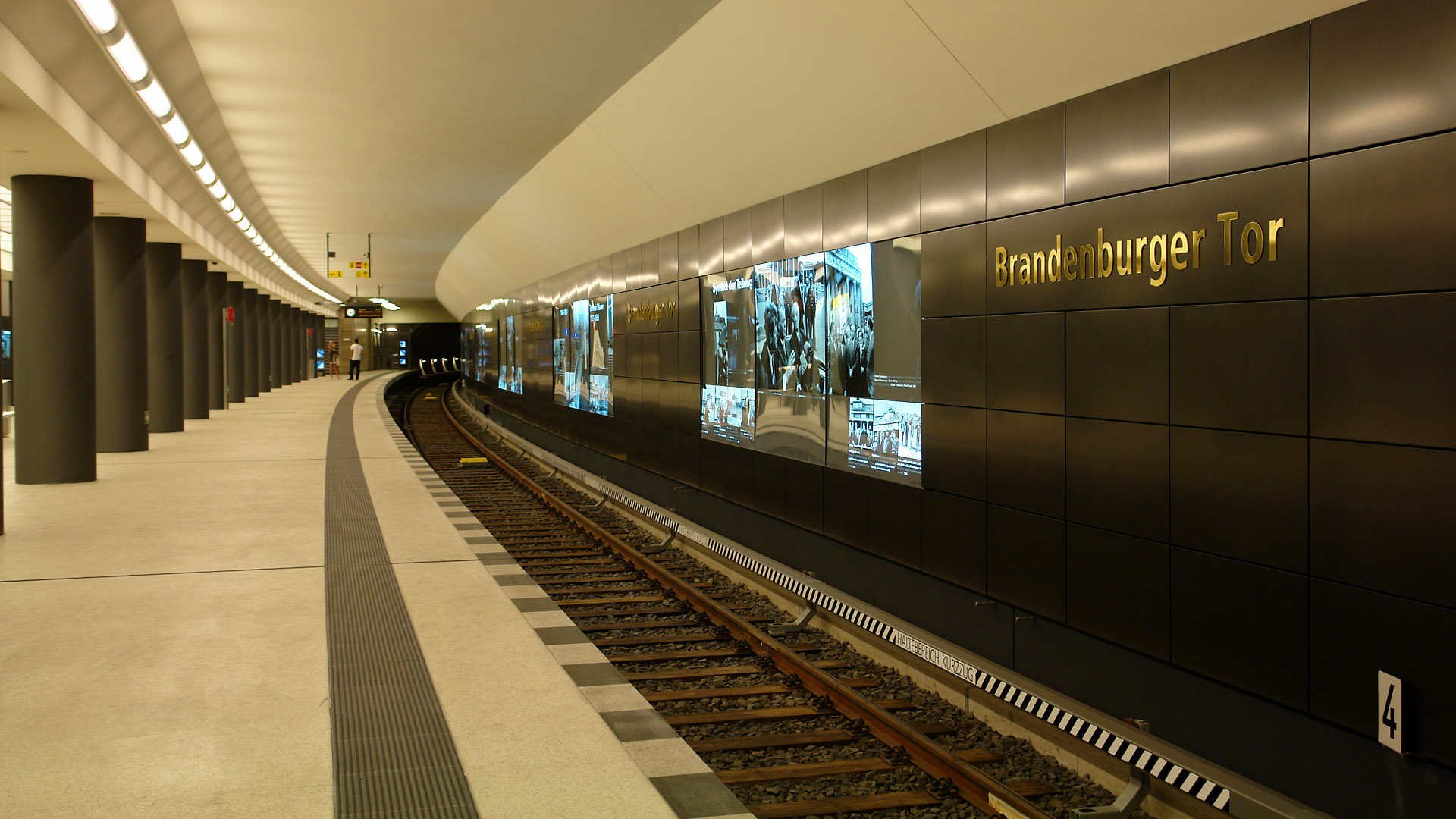
Brandenburger Tor
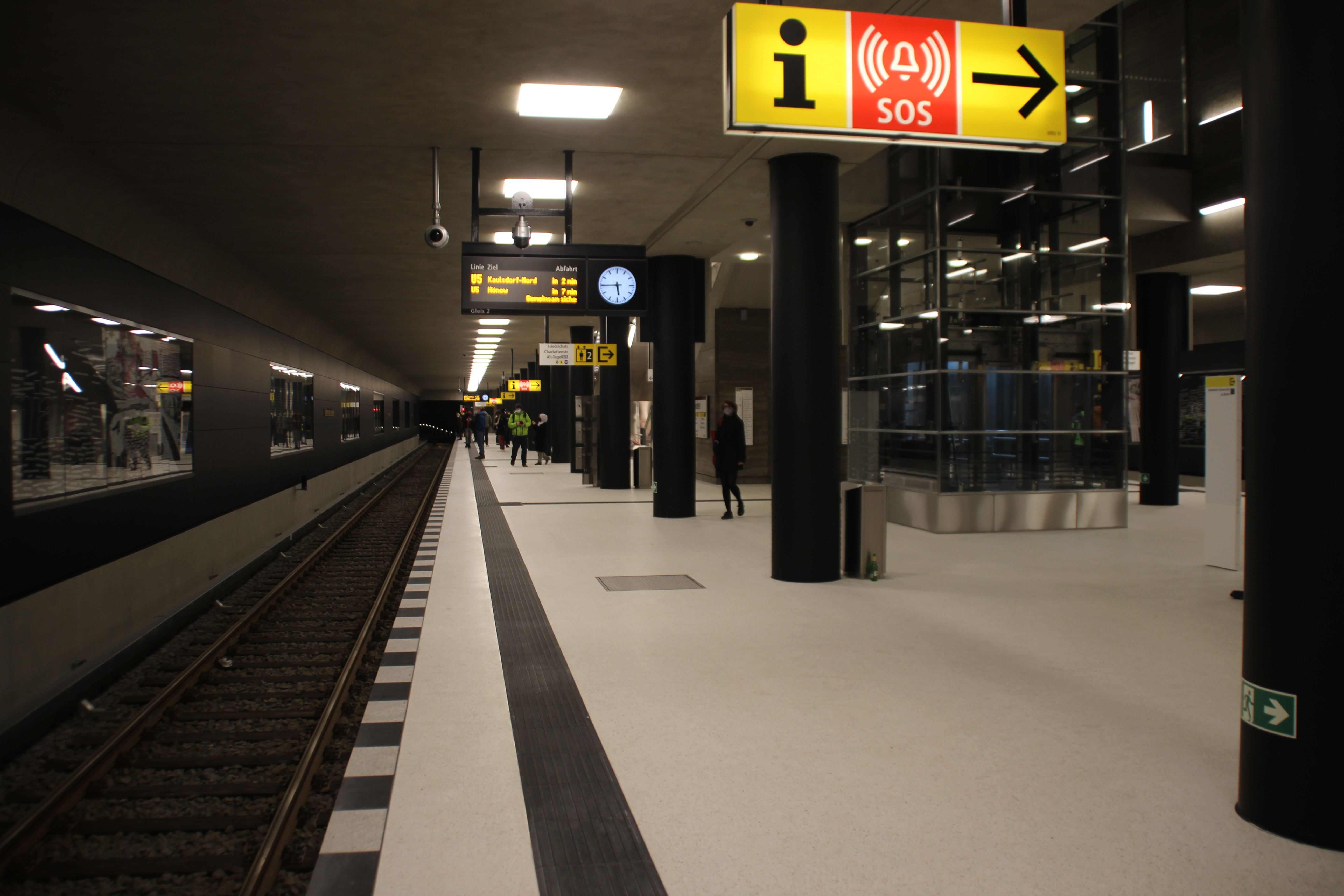
Unter den Linden
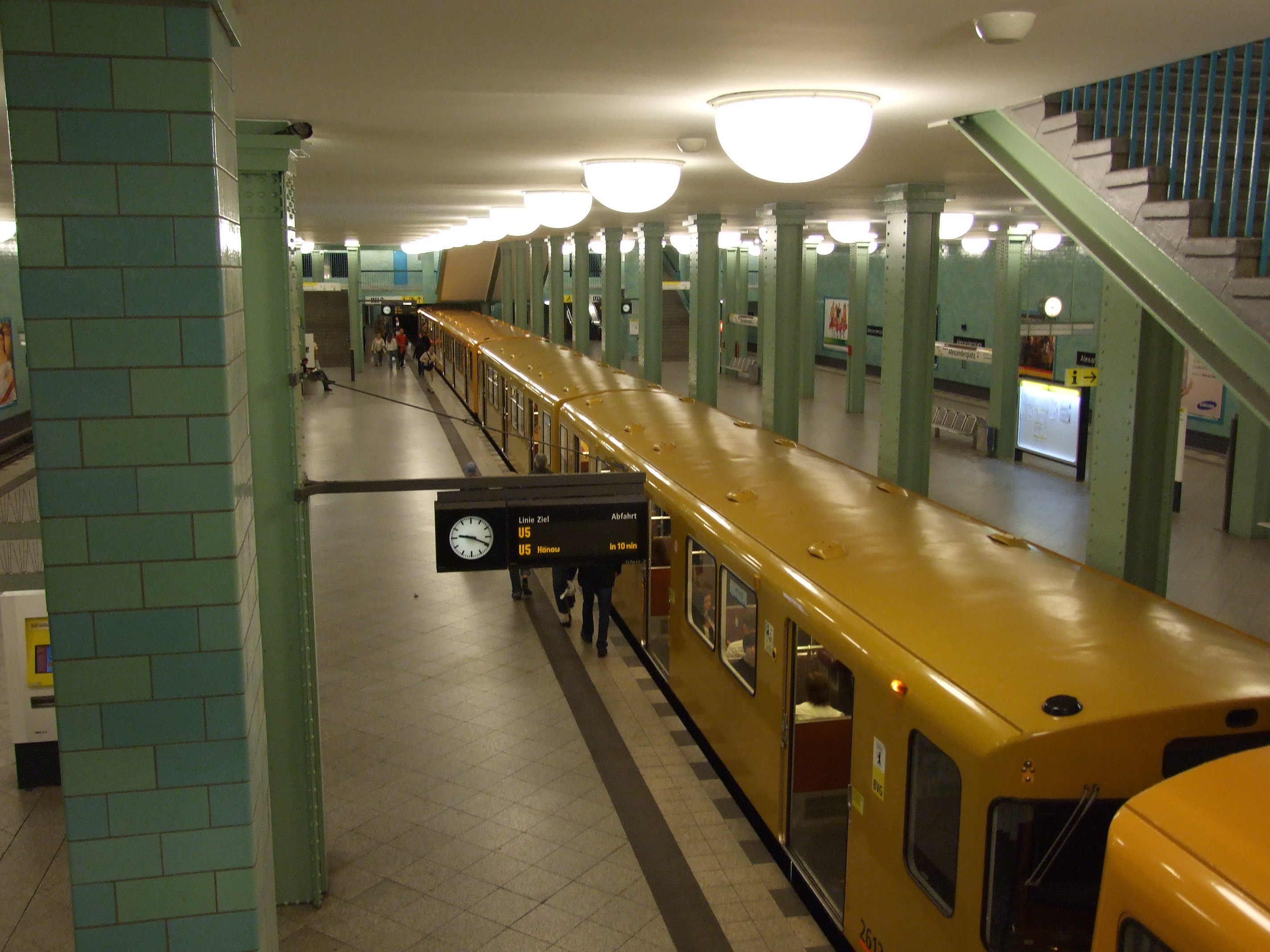
Alexanderplatz
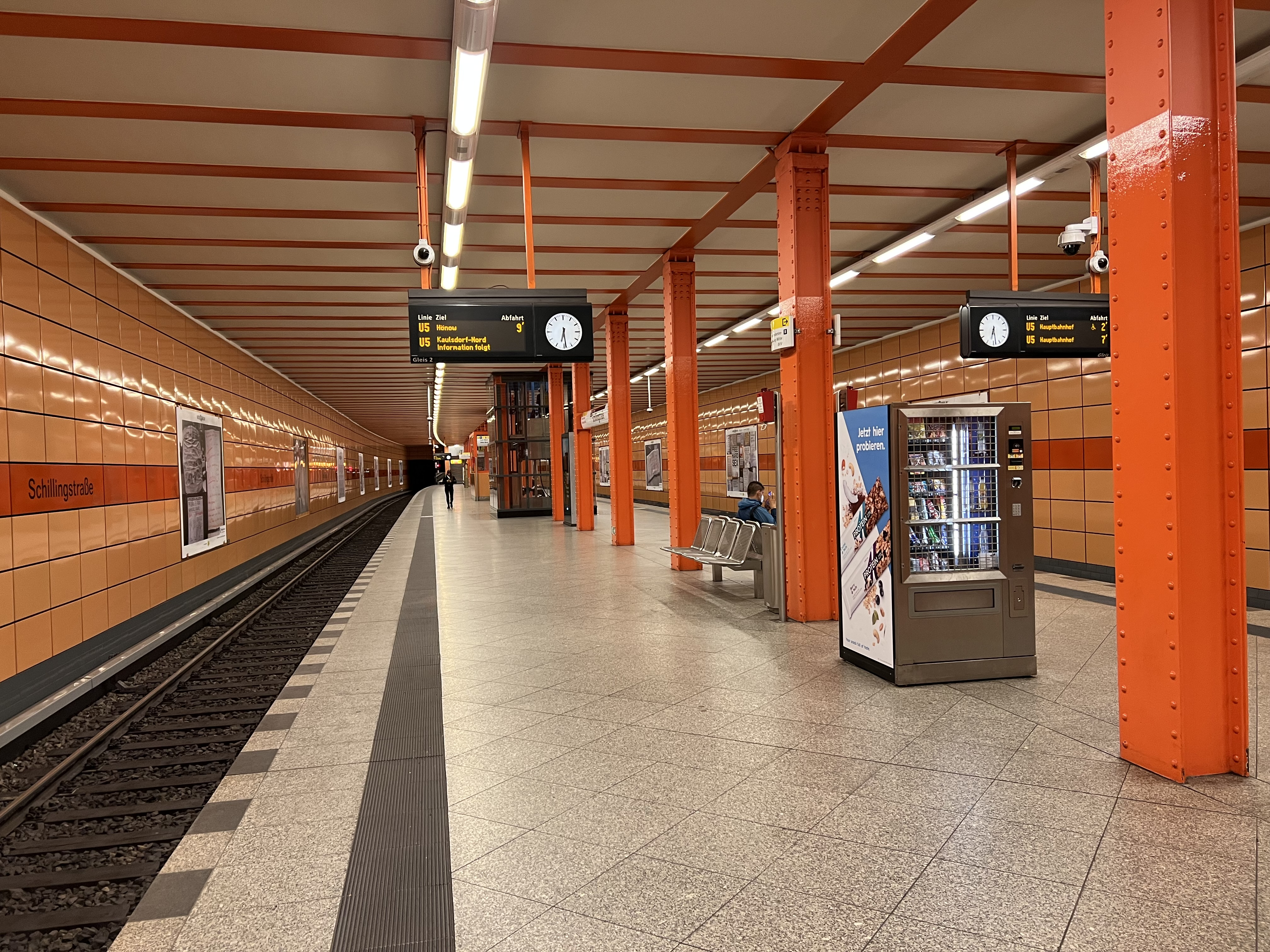
Schillingstrasse är en av de stationer som renoverats under senare år på U5:ans sträcka.
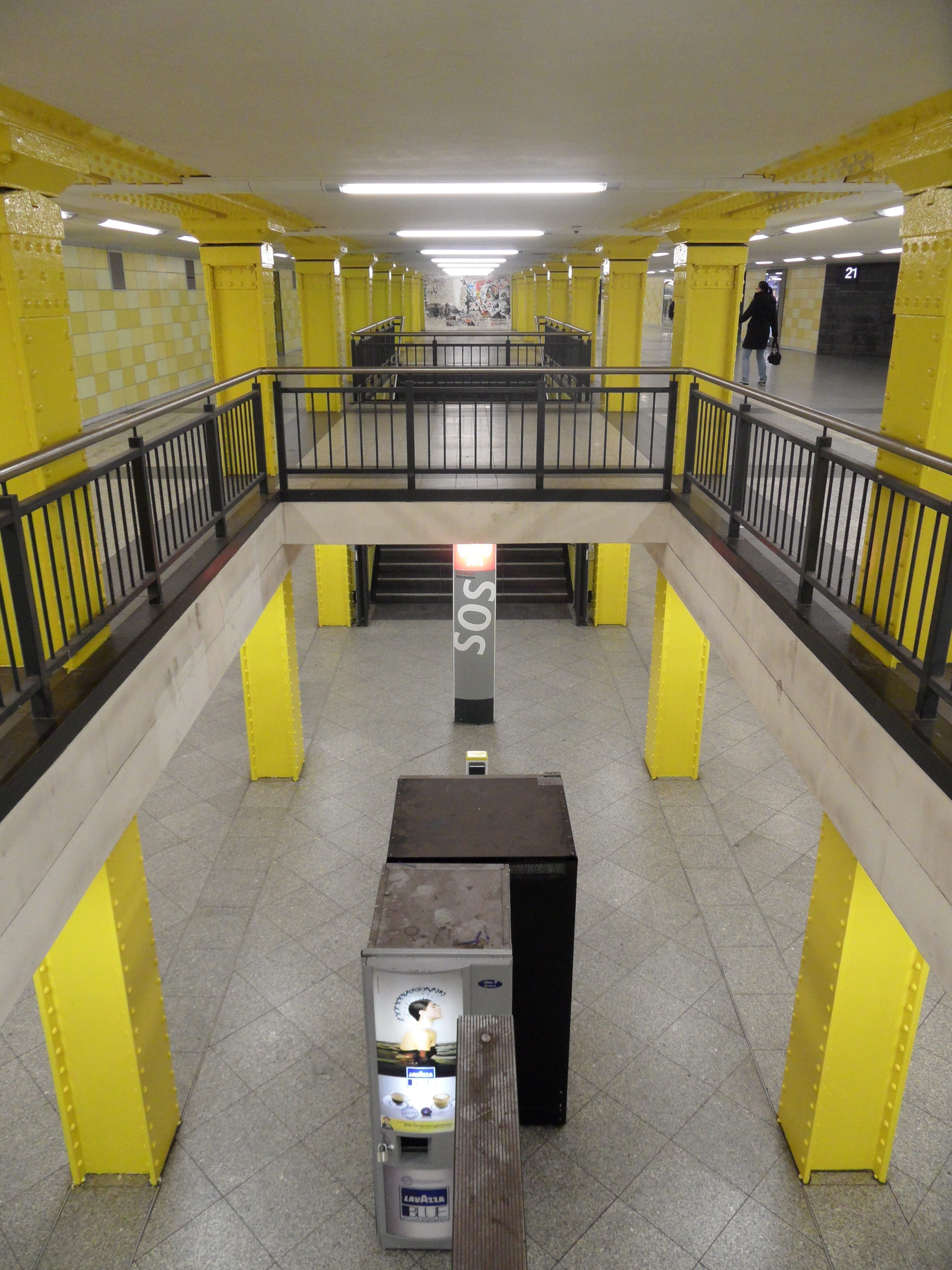
Lichtenberg